# Алеку Гурмузакі
Алеку Гурмузакі (16 серпня 1823 в селі Чорнівка, тепер Чернівецького району Чернівецької області — 8 (20) березня 1871, Неаполь) — румунський юрист, журналіст, фольклорист, громадсько-культурний діяч.

## Біографія
Народився 16 серпня 1823 року в селі Чорнівка, тепер Чернівецького району Чернівецької області. Брат Євдоксія і Георге Гурмузакі.
Закінчив німецький ліцей в Чернівцях, вивчав право на юридичному факультеті Віденського університету.
У 1848 році разом з братом друкує перший номер румунської газети «Буковина». А. Гурмузакі все своє життя жив з думкою про заснування своєї друкарні, в якій він сам би друкував газету «Буковина». Газета виходила не регулярно, останній номер газети був надрукований 2 жовтня 1850 року.
У 1861 році Алеку Гурмузакі разом з братом засновують у Чернівцях інтернаціональне товариство. У цьому товаристві брали активну участь різні верстви населення. Товариство друкувало і свій журнал «Foaiei» (Листок), На сторінках цього журналу можна було прочитати поезії, прозу та театральні п'єси.
У 1848 році в журналі «Foaiei» В. Александрі друкує свої вірші, гімни, балади, п'єси. Найвідоміший вірш — «Буковина», в якому він зображує край Буковину як «веселий городник», говорячи цим про те, що тут у мирі і злагоді проживають багато національностей. А хто відвідає цей край, той «плаче з радістю», і що саме Буковина дарує «посмішку небесну». Значне місце в журналі займає політична та літературна хроніка. Цей журнал першим оголосив про заснування товариства «Академічне товариство румунів у Бухаресті». Алеку Гурмузакі виступає на генеральних зборах товариства.
У 1868 році він подає прохання про введення в навчальний процес румунської мови як мови спілкування румунів, а також предмета національної історії в шкільну програму.
Завдяки своїм організаторським здібностям, письменницькому таланту та дипломатії Алеку Гурмузакі разом з братом стали визначними політичними діячами Буковини.
Помер Алеку Гурмузакі 8 березня (20) 1871 року в Неаполі, похований на родинному цвинтарі села Дулчешть повіту Нямц, Румунія..